# Ajit Kumar Banerjee
O Dr. Ajit Kumar Banerjee (bengali: অজিত. অজিত কুমার ব্যানার্জী) (1 de setembro de 1931 – Calcutá, 29 de novembro de 2014) foi um ambientalista notável e especialista em manejo florestal sendo conhecido por ser o pai do conceito de Manejo Florestal Conjunto, frequentemente abreviado como JFM. Banerjee foi alvo de grande atenção internacional em função do projeto Arabari em Bengala Ocidental, Índia, onde introduziu o conceito JFM pela primeira vez em 1972.
O Dr. Banerjee deu o último suspiro em sua residência em Calcutá, aos 29 de novembro de 2014, e deixando sua esposa, o filho Dr. Arindam Banerjee, cirurgião ortopédico, nora e neto.